# 27326 Jimobrien
27326 Jimobrien è un asteroide della fascia principale. Scoperto nel 2000, presenta un'orbita caratterizzata da un semiasse maggiore pari a 2,6735181 UA e da un'eccentricità di 0,1636855, inclinata di 6,03495° rispetto all'eclittica.